# Goesharde

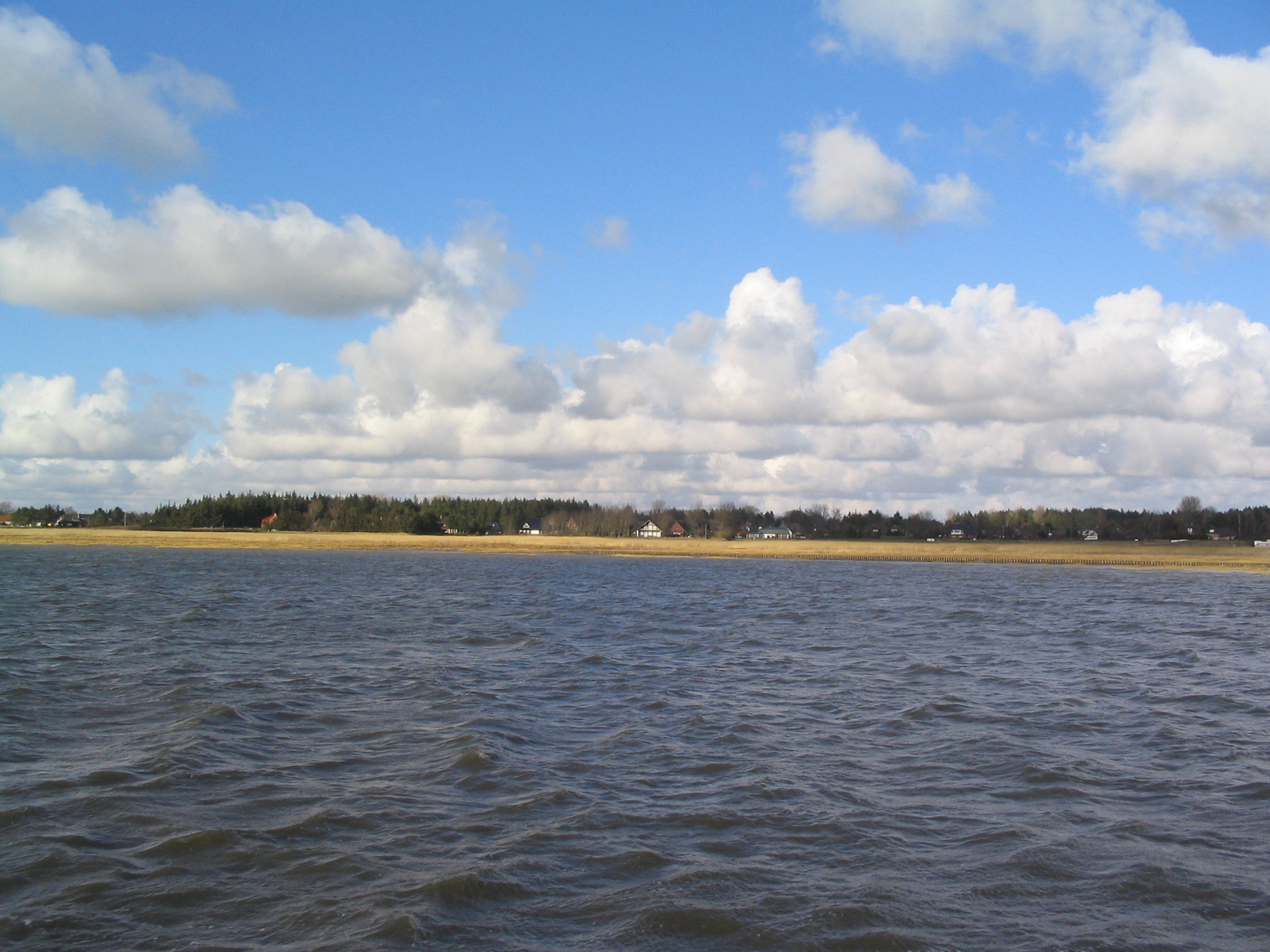
Schobüll vom Meer aus. Man beachte die nicht vorhandenen Deiche

Die Goesharde (seltenere Schreibweise: Goosharde; dänisch: Gøs Herred, friesisch: Gooshiird) ist eine Landschaft an der Westküste Schleswig-Holsteins. Sie teilt sich in die Nordergoesharde um Bredstedt und die Südergoesharde um Husum. Natürliche Grenze zwischen beiden Goesharden bildet die Arlau. Im Süden grenzt die Goesharde an Stapelholm und die Treene, im Norden an die Bökingharde.
Die Goesharden befinden sich zum großen Teil auf der Schleswigschen Geest. Bei Schobüll bei Husum befindet sich der einzige Abschnitt des Festlandes, an dem die Geest direkt an die Nordsee grenzt. Nördlich davon gibt es mit der Hattstedtermarsch, den Reußenkögen und den Halligen ausgedehnte Marschen.
Die Namensherkunft des ersten Wortteiles Goes ist nicht geklärt: Nach einer Deutung könnte sich der Name von Gans (dänisch: gås) ableiten. Der zweite Teil bezieht sich auf die Harde, einen historischen dänischen Verwaltungsbezirk, der sich unterhalb einer Syssel befand.
Die Nordergoesharde bildete bis zur Gründung der preußischen Provinz Schleswig-Holstein im Jahr 1867 die Landschaft Bredstedt innerhalb der Ämter und Harden in Schleswig.
Das Goesharder Friesisch ist nahezu ausgestorben.